# كريس بارتليت
كريس بارتليت (بالإنجليزية: Chris Bartlett)‏ هو ناشط حقوق إل جي بي تي أمريكي، ولد في 29 مارس 1966 في فيلادلفيا في الولايات المتحدة.